# 匍匐五加
匍匐五加（学名：Eleutherococcus scandens）为五加科五加属的植物，为中国的特有植物。分布于中国大陆的浙江、安徽等地，生长于海拔700米的地区，见于山坡路旁林中，目前尚未由人工引种栽培。

## 异名
- Acanthopanax scandens Hoo